# PZ Весов
PZ Весов (лат. PZ Librae) — одиночная переменная звезда в созвездии Весов на расстоянии (вычисленном из значения параллакса) приблизительно 14975 световых лет (около 4591 парсека) от Солнца. Видимая звёздная величина звезды — от +14,3m до +13,2m.

## Характеристики
PZ Весов — пульсирующая переменная звезда типа RR Лиры (RRAB).